# Jackson megye (Wisconsin)
Jackson megye az Amerikai Egyesült Államokban, azon belül Wisconsin államban található. Megyeszékhelye és legnagyobb városa Black River Falls. Lakosainak száma 21 145 fő (2020. április 1.). Jackson megye Clark, Wood, Juneau, Monroe, La Crosse, Trempealeau és Eau Claire megyékkel határos.

## Népesség
A megye népességének változása:
| Lakosok száma | 20 473 | 20 546 | 20 497 | 20 644 | 20 554 | 21 145 |
|               | 2010   | 2011   | 2012   | 2013   | 2015   | 2020   |